# 類比電視

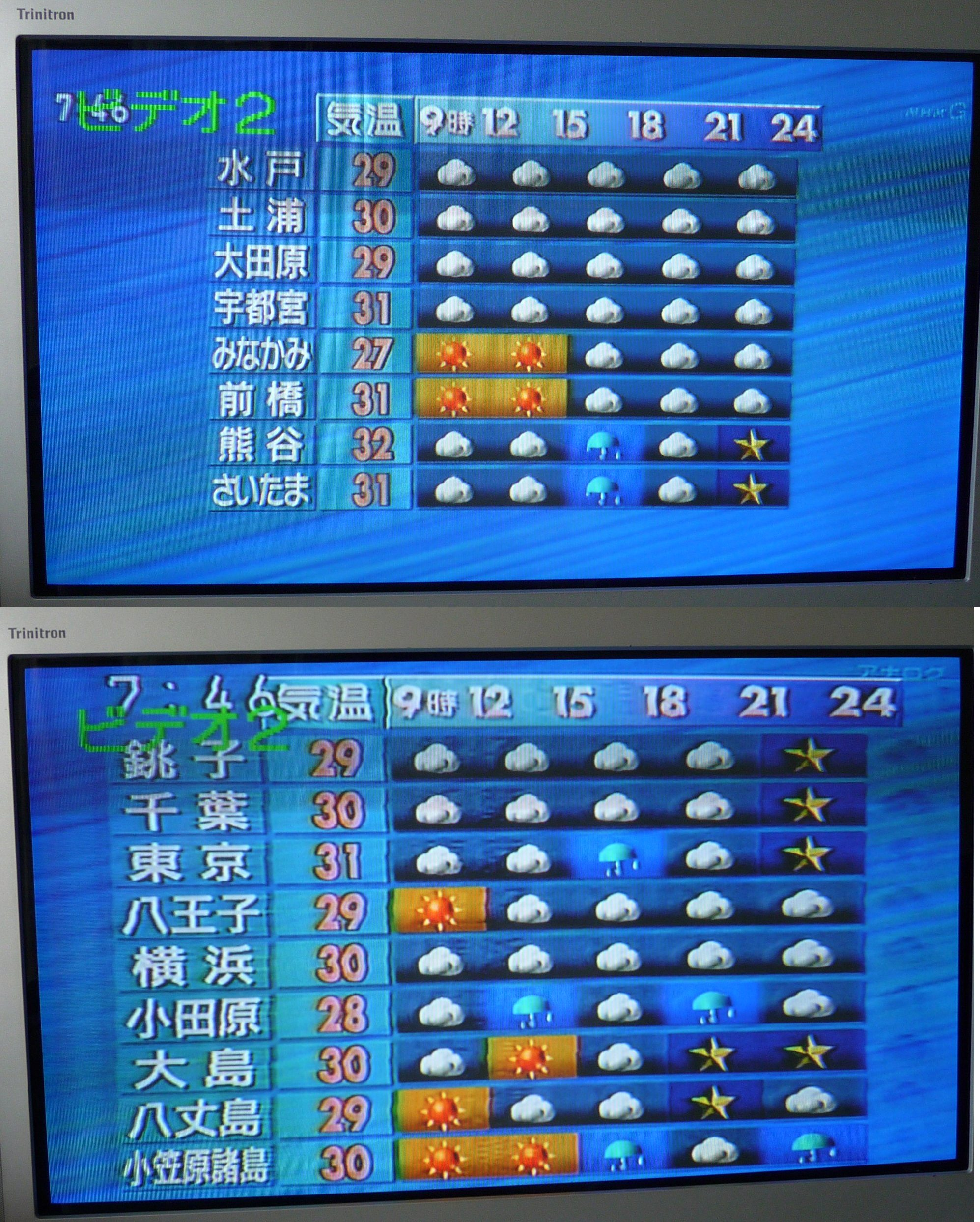
日本的地上波（日語，即地面電視廣播）數位電視（上圖，ISDB-T規格）和類比电视（下圖，NTSC規格）的畫質比較，以日本放送協會的天氣預報畫面為例。模拟电视的解析度和細緻度明顯较低，且易受干扰。

類比電視，也称模擬電視（英語：Analog television / Analogue Television），是指從電視圖像訊號的產生、傳輸、處理到接收機的復原，整個過程幾乎都是在類比體制下完成的電視系統或電視設備。它泛指電視的影像和音訊進行頻率調變後播放出來的一個類比訊號，簡單而言，訊息廣播訊號表達的是一個在訊號的幅度或頻率方面的刻意變化的功能。
類比電視存在易受干擾、色度畸變、亮色串擾、大面積閃爍、清晰度低、多雜訊和現場感弱等缺點。類比訊號沒有經量化處理，所以其優點為解析度在理论上可以達到「無限制」（前提是傳輸距離不能過遠）；但由於電視廣播須經長距離傳輸及多重轉換處理，類比訊號會因而增加雜訊，造成解析度下降，所以上述優點隨即消失。

## 類比電視訊號
電視訊號是一種非常重要的影像訊息來源，是聯繫電視系統各個部分的樞紐。利用攝影機的光電轉換功能能夠將實際景物轉換為類比電視訊號，訊號可以透過傳輸系統進行傳送，也可以記錄在磁帶上。當電視機接收到電視訊號時，可以將視訊影像還原出來。隨著技術的發展，電視信號從早期的黑白電視訊號轉變為彩色電視訊號，現在又逐漸由數位電視訊號所代替。
1. 黑白電視訊號：黑白電視訊號主要考慮的是影像亮度細節和音訊傳輸的問題。由於電視訊號需要即時傳送，對訊號處理和設備性能要求較高，為了便於傳輸和處理，訊號頻寬應該越小越好，因此電視螢幕採用了隔行掃描的方式。
2. 彩色電視訊號：與黑白電視訊號相比，彩色電視除了傳送亮度訊號還要傳送色度訊號。為了保證相容性，在彩色電視訊號中必須將亮度和色度訊號分開傳送，以便使黑白電視和彩色電視能分別重現黑白和彩色影像。由於人眼對亮度細節敏感，對顏色細節遲鈍，因此採用大面積著色原理。以確保亮度訊號頻寬時減少色度訊號的頻寬。

類比電視的訊號廣播公司通常是使用NTSC、PAL或SECAM的類比制式把它們的訊號進行調頻後，調節這些訊號並放進VHF或者UHF的載波上。類比電視的相對是較先進的數位電視，目前很多國家和地區已積極數位無線電視數位電視廣播，取代舊有的類比電視廣播。
但在一些飯店、旅館及住宅樓宇，業者反而會將透過無線電視、有線電視或者衛星電視接收到的數位電視訊號轉換為類比電視訊號進行內部傳輸，以節約成本（目前數位電視的數據機依然較為昂貴）；一個簡單的類比電視系統，只需要購置與傳輸頻道數量相同的解碼器（網路機上盒），再加上放大器、數據機等設備即可達成。不過由於數位電視逐漸普及和類比訊號逐漸停止傳輸，部份業者寧願直接裝設數位電視系統，直接傳送數位訊號。

## 關閉
後來，隨著人們逐漸發現類比電視信號的缺點。而逐漸發明出数字信号传输的電視，名為數碼電視。21世紀，隨著科技的逐漸發展。全世界大部分國家和地區決定關閉類比電視而選擇引入數碼電視廣播。但在完成数字化转换的少部分地区，仍有业者提供模拟电视服务，如中国北京歌华有线在2024年4月前仍传输多套模拟电视节目供观众免费观看。

## 另見
- 數位電視

## 外部連結
- Video signal measurement and generation （页面存档备份，存于）
- Television synchronisation
- Video broadcast standard frequencies and country listings
- EDN magazine describing design of a 1958 transistorised television receiver
- Designing the color television signal in the early 1950s as described by two engineers working directly with the NTSC